# كم كان واديي مخضرا (فلم)
كم كان واديّ جميلًا (بالإنجليزية: How Green Was My Valley) هو فيلم دراما تم إنتاجه في الولايات المتحدة وصدر في سنة 1941. الفيلم من إخراج جون فورد.

## ترشيحات وجوائز
| السنة | الحدث  | الفئة     | النتيجة  |
| ----- | ------ | --------- | -------- |
| 1941  | أوسكار | أفضل فيلم | فـــــوز |

## الميزانية والإيرادات
بلغت تكلفة إنتاج الفيلم حوالي 800,000 دولار بينما حقق أرباحا تقدر بـ 6,000,000 دولار.

## وصلات خارجية
- مقالات تستعمل روابط فنية بلا صلة مع ويكي بيانات